# Louise của Bỉ
Louise của Bỉ (18 tháng 2 năm 1858 – 1 tháng 3 năm 1924) là Vương nữ Bỉ, con gái lớn của Léopold II của Bỉ và Marie Henriette của Áo. Louise là thành viên của Vương tộc Saxe-Cobourg và Gotha, là dòng nhánh của Vương tộc Wettin cai trị Vương quốc Sachsen. Thông qua cuộc hôn nhân với người anh họ là Philipp của Sachsen-Coburg và Gotha-Koháry, Louise vẫn giữ nguyên tước hiệu khi sinh là Công nữ Sachsen-Coburg và Gotha và Nữ Công tước tại Sachsen.